# علويان (مراغة)
علويان هي قرية في مقاطعة مراغة، إيران. عدد سكان هذه القرية هو 2,238 في سنة 2006.